# Левитан, Юлия
Юлия Левитан (англ. Yuliya Levitan; род. 12 июня 1973, Минск) — американская шахматистка, международный мастер среди женщин (1992).
Занималась у В. Мисник, Т. Головей. Чемпионка СССР до 16 лет (1989). В 1990 выиграла Всесоюзный турнир девушек не старше 20 лет и турнир в Софии. Участница чемпионата мира до 18 лет: 1990, 4—6-е места. 
С 1991 живет в США. Призер чемпионата США: 1992, 3—4-е. Победительница турнира в Нью-Йорке: 1992, 1—2-е (с Левитиной). В составе сборной США участница Олимпиады в Маниле (1992). Участница межзонального турнира в Джакарте (1993).
Окончила Нью-Йоркский университет и Бруклинский институт права. 

## Изменения рейтинга
| Графики недоступны из-за технических проблем. См. информацию на Фабрикаторе и на mediawiki.org. |